# Fendlerella mexicana
Fendlerella mexicana là một loài thực vật có hoa trong họ Tú cầu. Loài này được Brandegee mô tả khoa học đầu tiên năm 1908.